# Tioacetamid
Tioacetamid (AKT) – organiczny związek chemiczny, amid kwasu tiooctowego. Dobrze rozpuszcza się w wodzie i rozpuszczalnikach organicznych. Ogrzanie lub zakwaszenie roztworu powoduje przejście w formę tioimidową i hydrolizę tioacetamidu:
Powstający acetamid ulega dalszej hydrolizie do octanu amonu. Alternatywna ścieżka reakcji biegnie przez przejściowy kwas tiooctowy:
Po dodaniu tioacetamidu do roztworu (o dowolnym odczynie) zawierającym kationy strącające trudno rozpuszczalne w danym środowisku siarczki, powoduje wydzielanie się osadów, które podczas ogrzewania przechodzą w siarczki. Dzięki takiemu zachowaniu tioacetamid znajduje zastosowanie w chemii analitycznej do wykrywania kationów II i III grupy, gdyż jest wygodniejszy i bezpieczniejszy w użyciu od siarkowodoru czy rozpuszczalnych siarczków.
Tioacetamid jest toksyczny (LD50 (szczur, doustnie) wynosi 301 mg/kg), ma również działanie rakotwórcze (grupa 2B według klasyfikacji IARC), jednak ilość siarkowodoru powstająca podczas zwykłej analizy chemicznej jest znikoma.